# 사고 (역사)
사고(史庫)는 고려 시대와 조선 시대에 실록 및 중요 서적의 산실(散失)을 방지하기 위하여 이를 수장(收藏)·보관하던 곳이다.

## 개설
임진왜란 이전에는 서울의 춘추관, 충주(忠州)·성주(星州)·전주(全州)의 3사고(三史庫)에 실록을 봉안하였는데, 1592년(선조 25년)의 임진왜란으로 전주사고본만이 묘향산으로 이장(移藏)되고 나머지는 모두 소실되어 버렸다.
1606년(선조 39년) 3부의 활자본 실록과 전주사고의 원본 및 교정본을 합한 5부의 실록이 성립되었다. 서울 춘추관, 강화도 마니산(摩尼山), 봉화(奉化) 태백산, 영변(寧邊) 묘향산, 평창(平昌) 오대산에 각각 사고를 설치하고, 춘추관·태백산·묘향산에는 신인본(新印本)을, 마니산에는 전주사고 원본을, 오대산에는 교정본을 봉안하였다.
인조 이후 실록은 4부를 작성하여, 정족산(鼎足山)·태백산·적상산(赤裳山)·오대산의 4사고에 분장하였으며, 이들은 조선 말기까지 완전히 보존되었다.

## 같이 보기
- 조선왕조실록